# جون شميت (سياسي)
جون شميت هو سياسي أمريكي، ولد في 24 نوفمبر 1943 في شيكاغو في الولايات المتحدة. نشط حزبياً في الحزب الديمقراطي.